# Galip Cav
Galip Cav (3 de novembro de 1912; data de morte desconhecido) foi um ex-ciclista turco que representou seu país nos Jogos Olímpicos de Verão de 1928 no contrarrelógio e perseguição por equipes (4 000 m), terminando em décimo sexto e nono lugar, respectivamente.